# 後藤ゆうた
後藤 ゆうた（ごとう ゆうた、1978年6月21日 - ）は、日本の漫画家。千葉県我孫子市出身。男性。
父は漫画原作者の後藤ゆきお。母は漫画家の牧野和子。

## 代表作
- 河童のへの丸
- マンガ司法書士開業入門

| スタブアイコン | サブスタブ | この項目は、まだ閲覧者の調べものの参照としては役立たない、漫画家・漫画原作者に関連した書きかけの項目です。この項目を加筆・訂正などしてくださる協力者を求めています（P:漫画/PJ:漫画家）。 |